# Эрфуд
Эрфуд (араб. أرفود‎) — город на востоке Марокко, расположен в оазисе Тафилалет неподалёку от песков пустыни Сахары и известной деревни Мерзуга. Координаты города 31°26′10″ с. ш. 4°13′58″ з. д.. Эрфуд — довольно известный марокканский курорт.

## Население
Население составляет около 23 500 жителей.

## Бывшая французская колония
Рядом с Эрфудом находится государственная граница с Алжиром, поэтому этот район стал последним из захваченных  французскими войсками, однако сопротивление Тафилалетских племен длилось до 1932 года. Французы построили здесь административный центр и разместили гарнизон. На протяжении всего периода французской колонизации Марокко селение Эрфуд служило форпостом французской армии — здесь был административный центр. С момента обретения Марокко независимости Эрфуд стал местом размещения закрытой военной базы армии Марокко.

## Киносъемки
Из-за хорошей инфраструктуры и близости пустыни с дюнами город стал популярен среди кинопроизводителей. Здесь, в частности, снимался известный фильм Мумия (1999).

## Достопримечательности
К главным достопримечательностям местности относится Королевский дворец, выделяющийся среди местных городских построек, и здешний рынок (сук). Не менее популярны крепостные стены Ксар Маадид, расположенные вокруг деревушки Маадид, самой укрепленной деревни на юге Марокко. Кроме всего, этого город знаменит и тем, что неподалёку от него археологи до сих пор находят окаменелые останки, возраст которых составляет около 500 млн. лет.

Все эти достопримечательности, конечно же, заслуживают внимания, но главной целью туристов, прибывающих сюда, является пустыня Сахара. Отсюда регулярно организуются туры к оазису Эрг-Шебби ( 60 км от Эрфуда) непосредственно у границы песков. Из-за этого город стали называть «воротами в Сахару». 

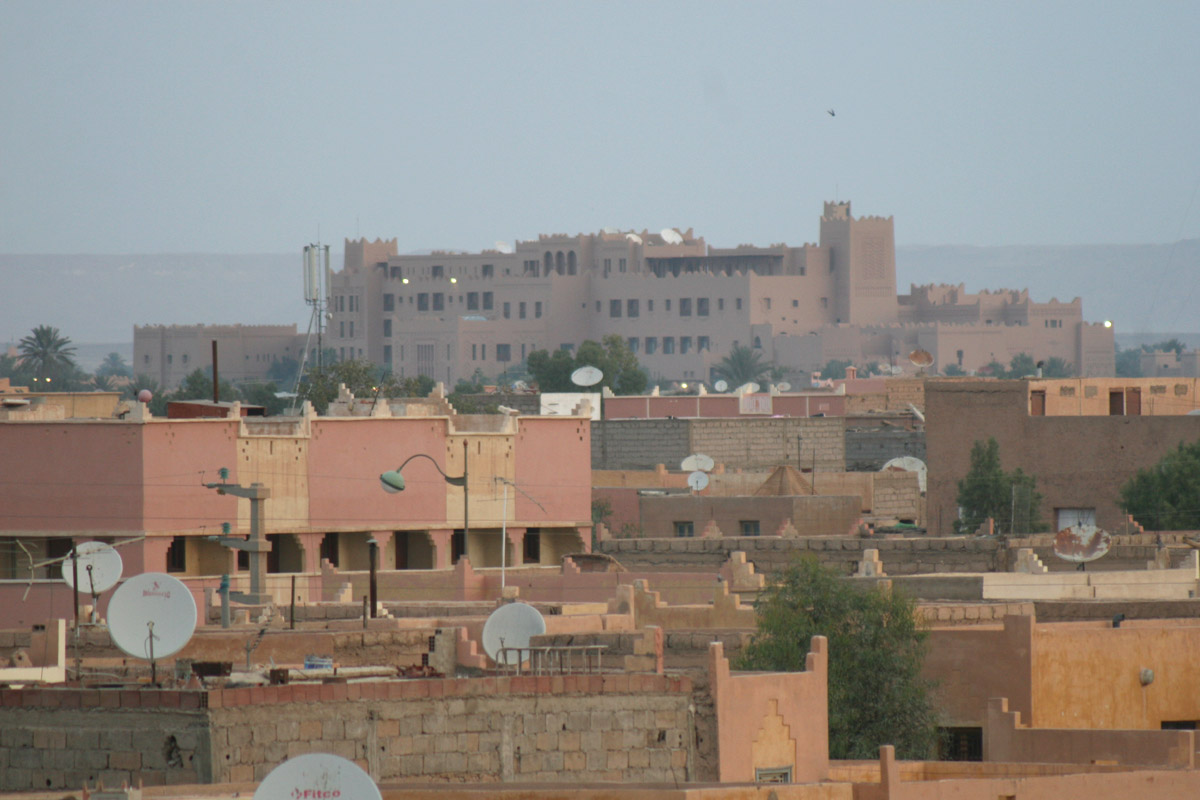
Эрфуд. Королевский дворец.
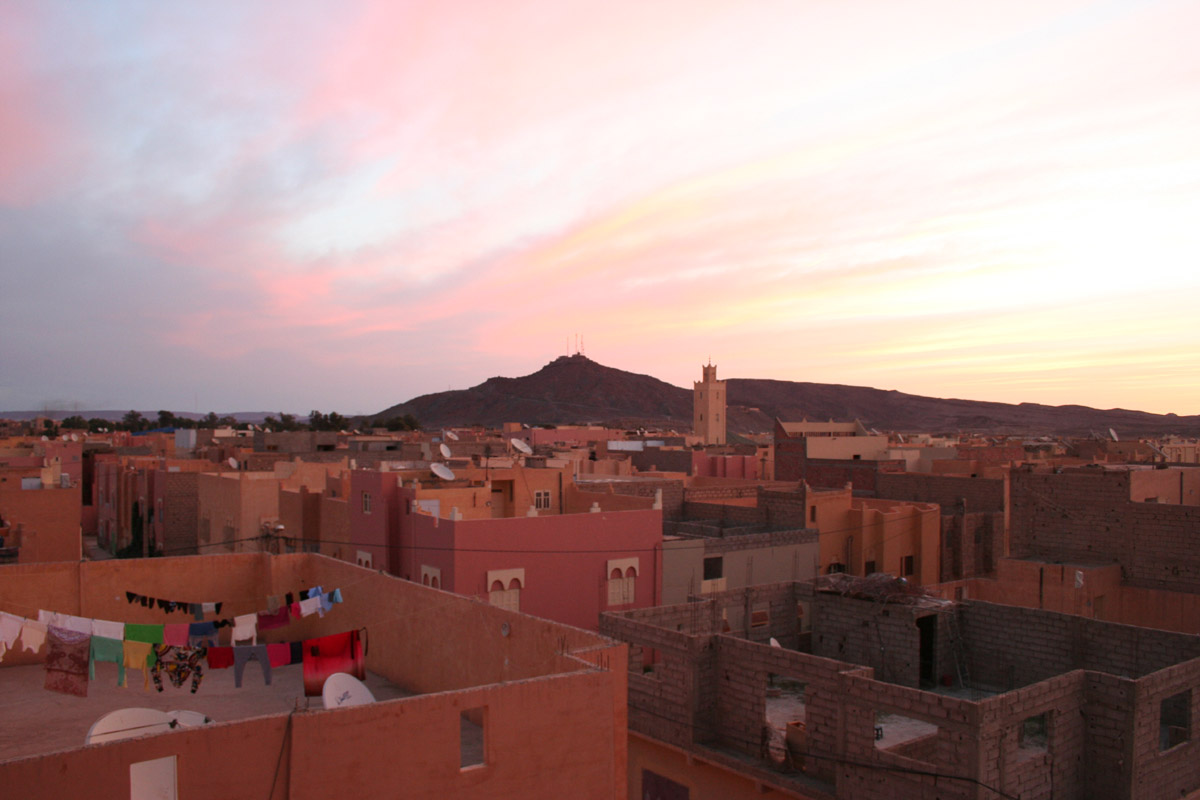
Вид на Эрфуд.
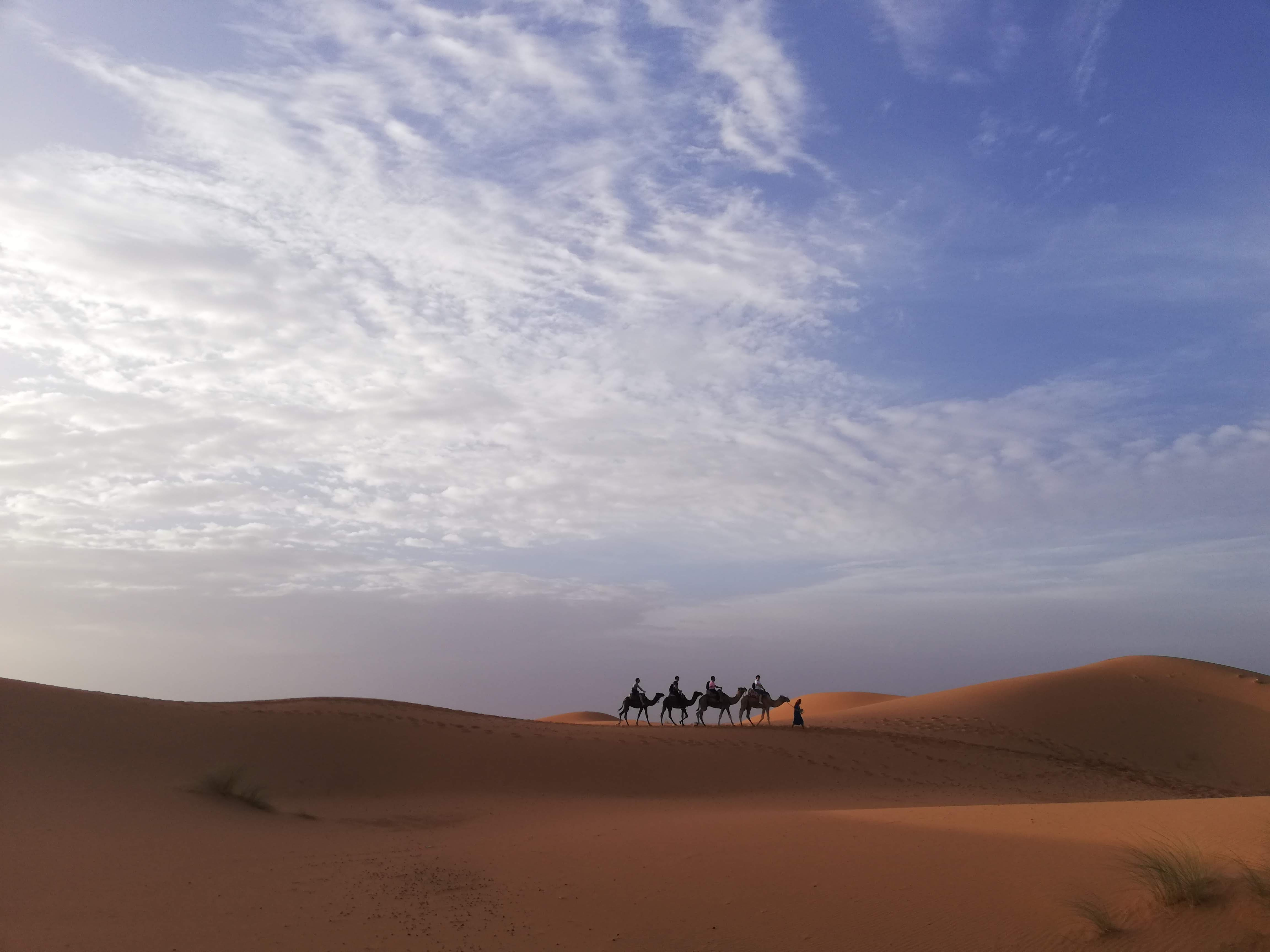
Сахара.
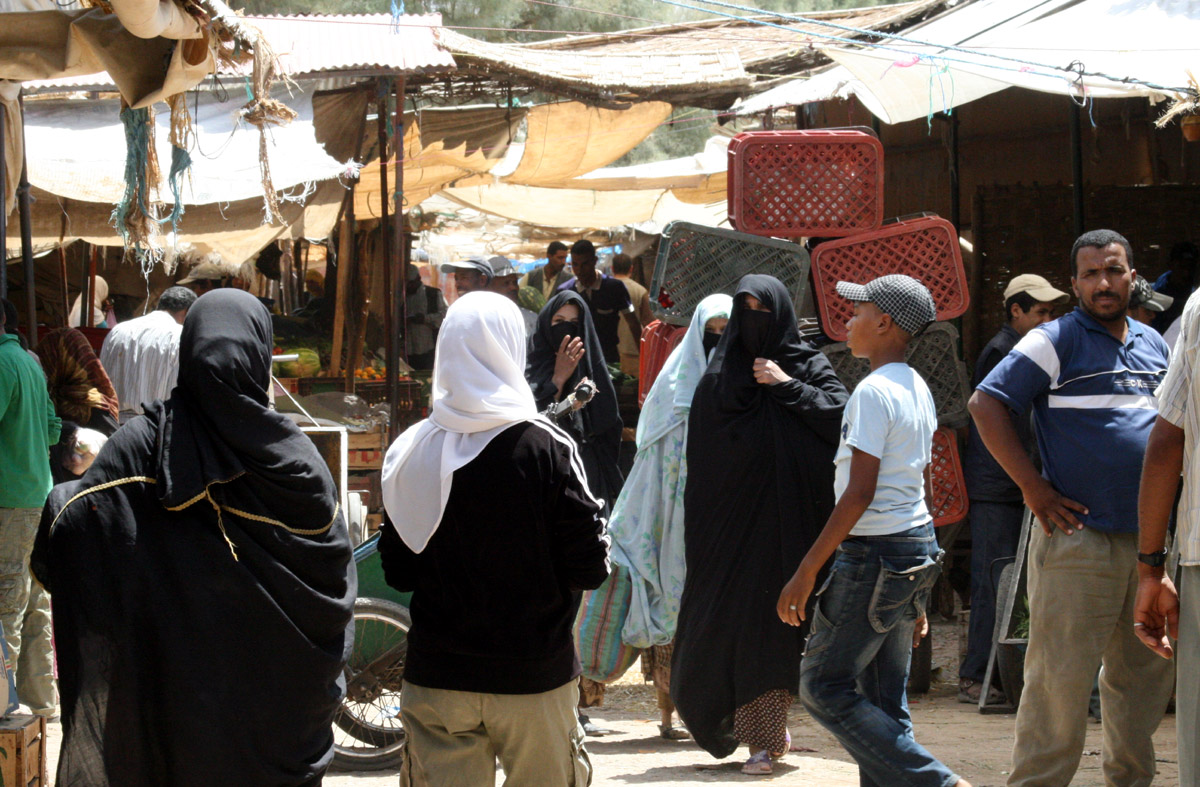
Эрфуд, рынок.
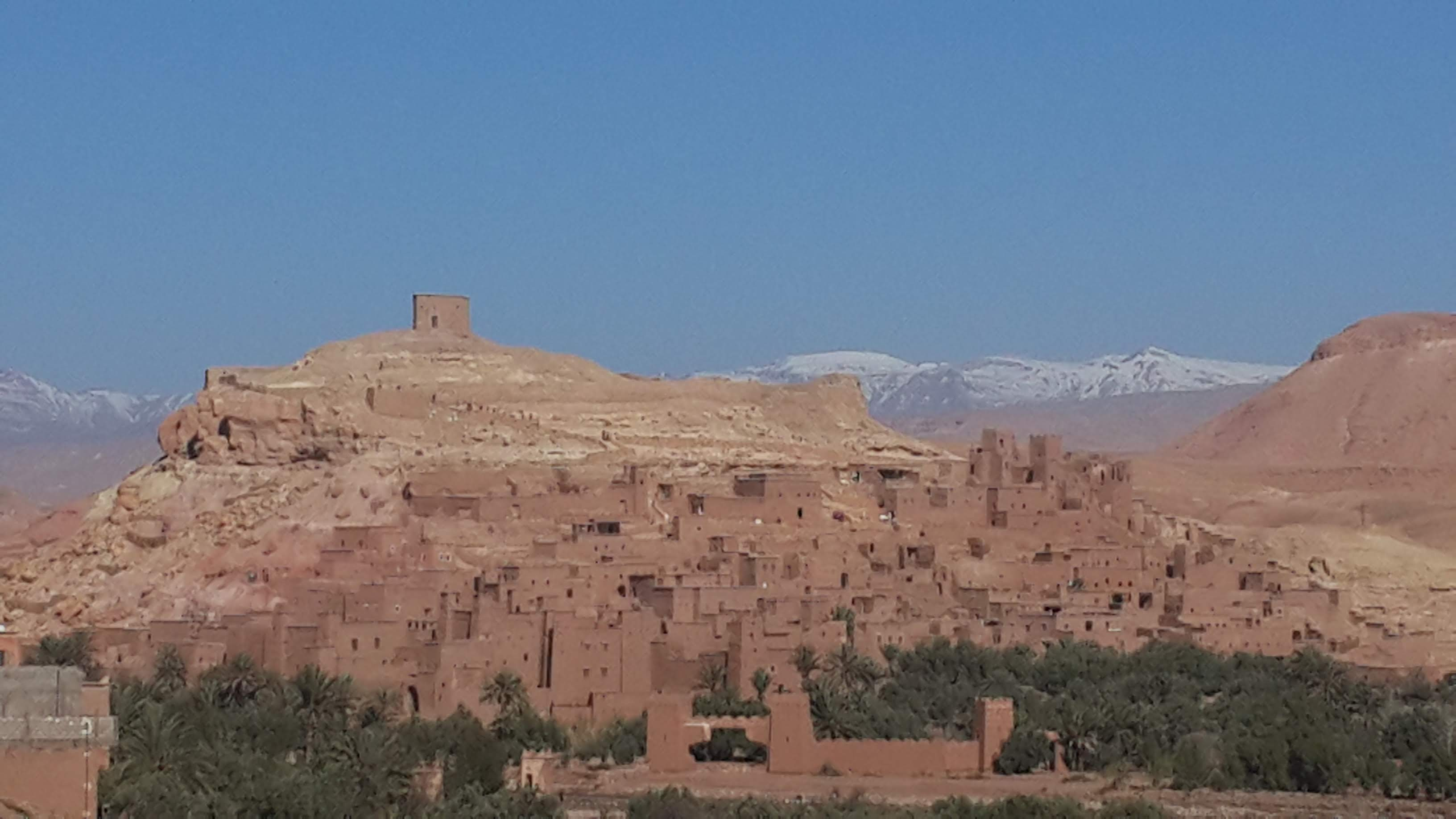
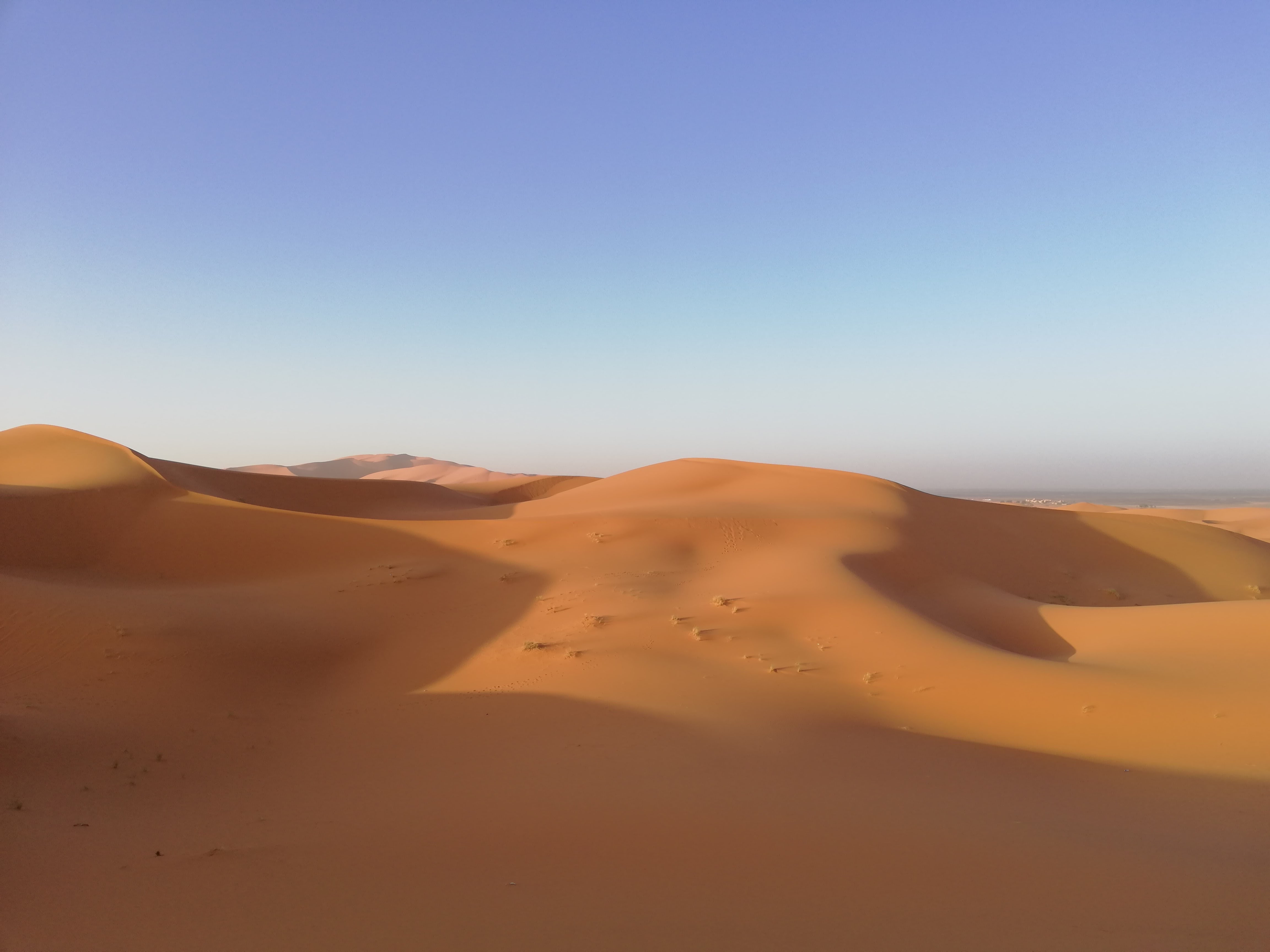
Пески Сахары.
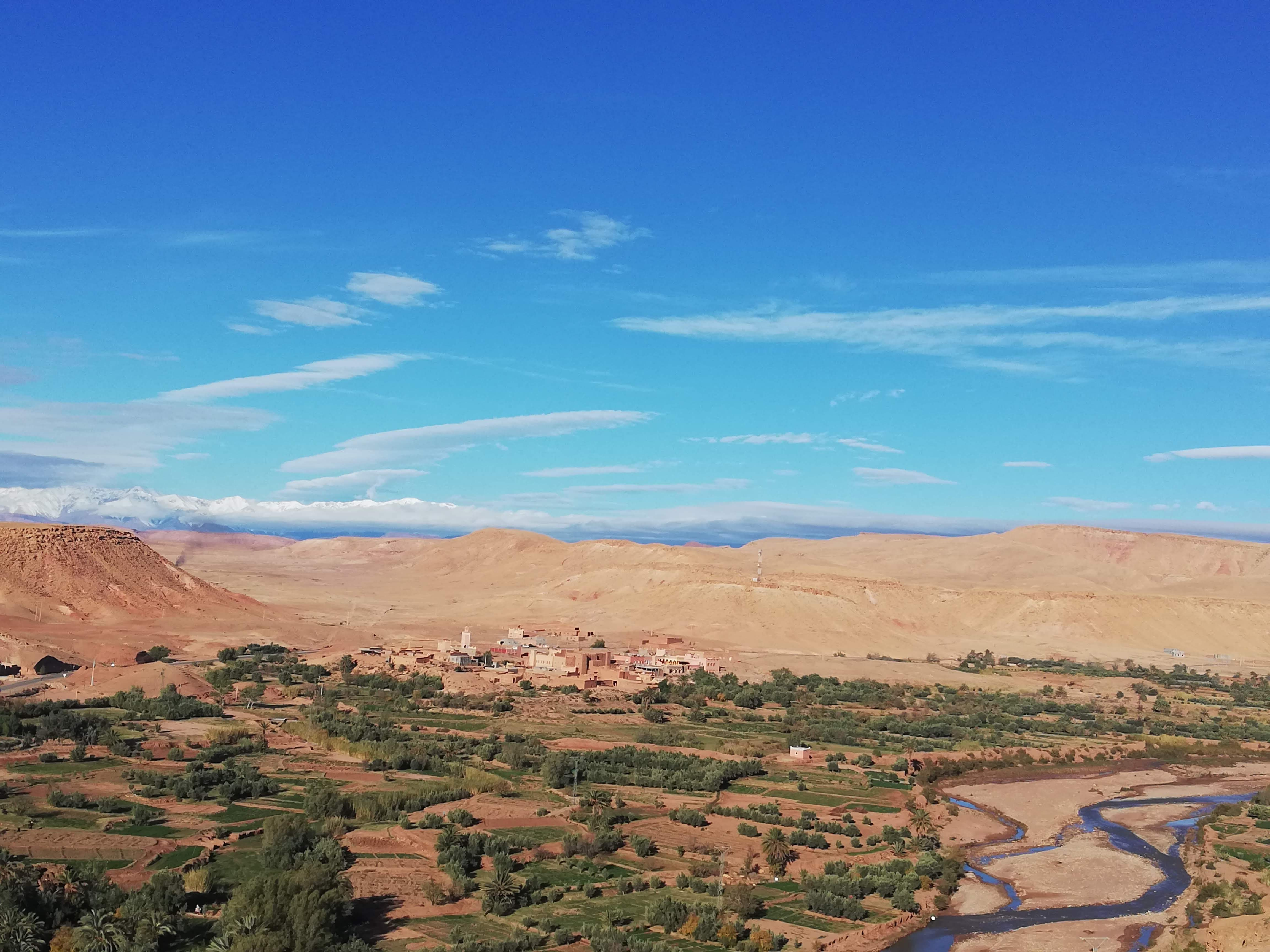
Окрестности Эрфуда.
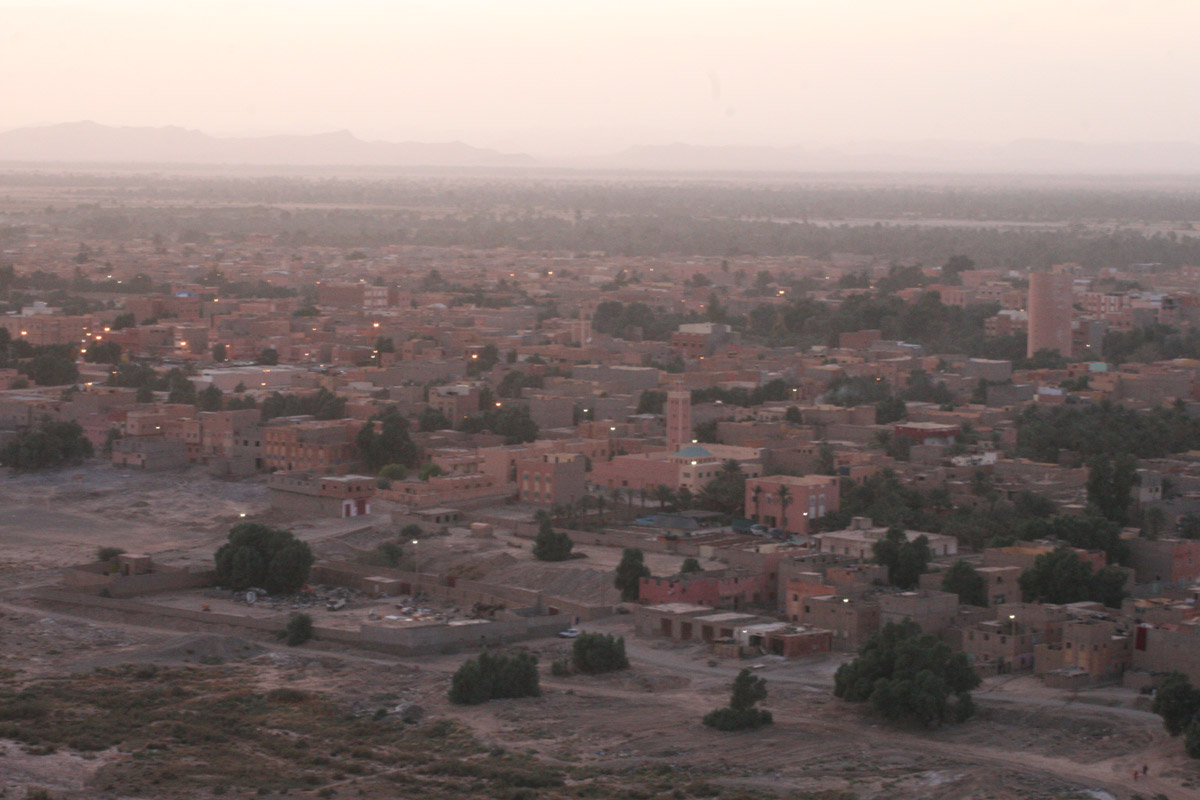
Эрфуд вечером.
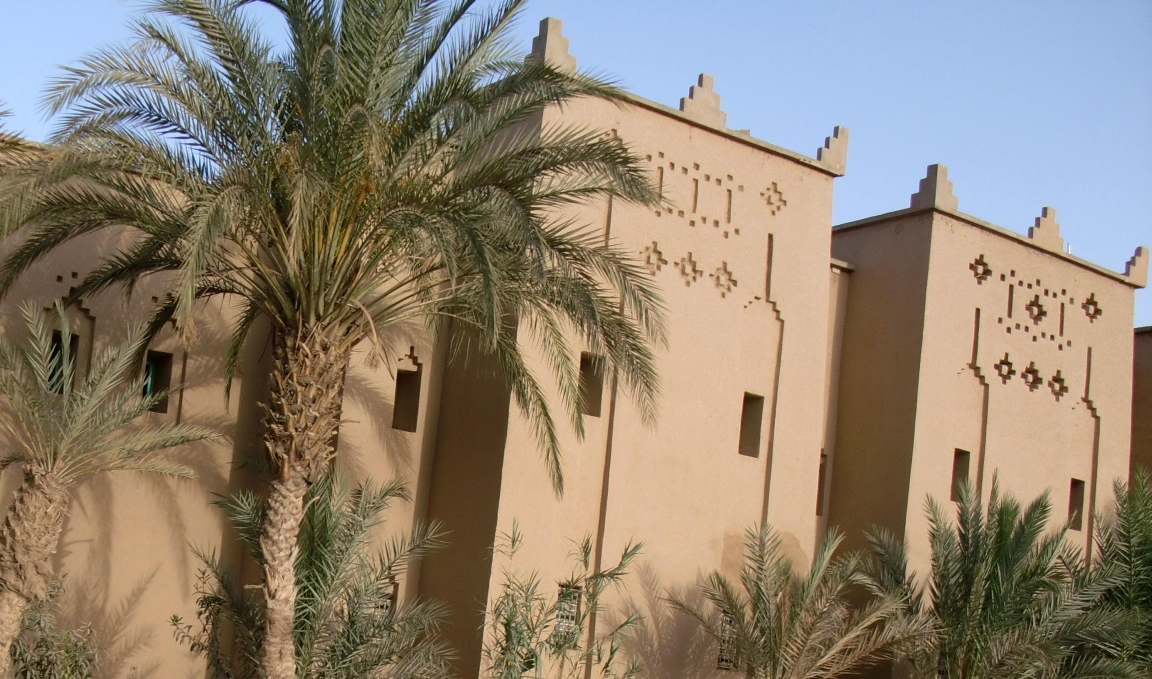
Берберская архитектура зданий Эрфуда.
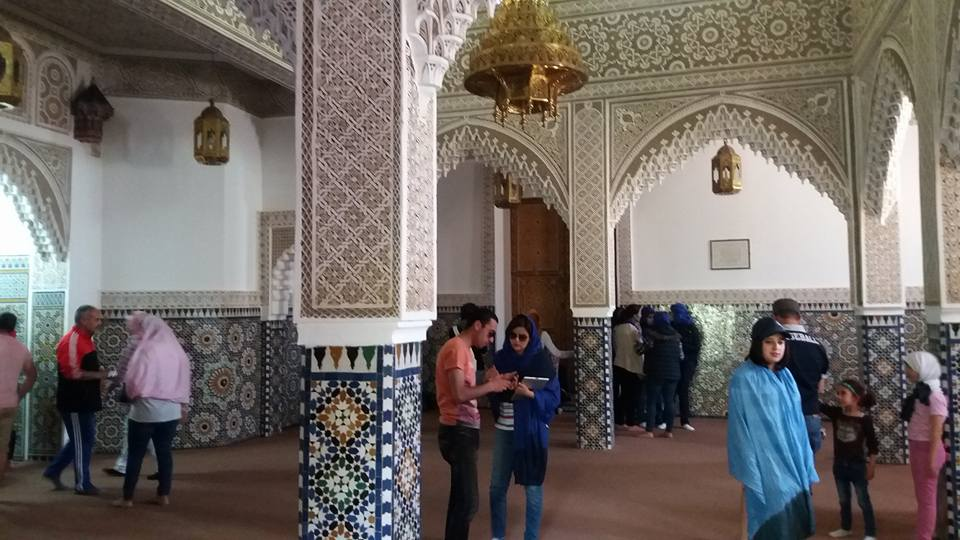
Мавзолей в Эрфуде.
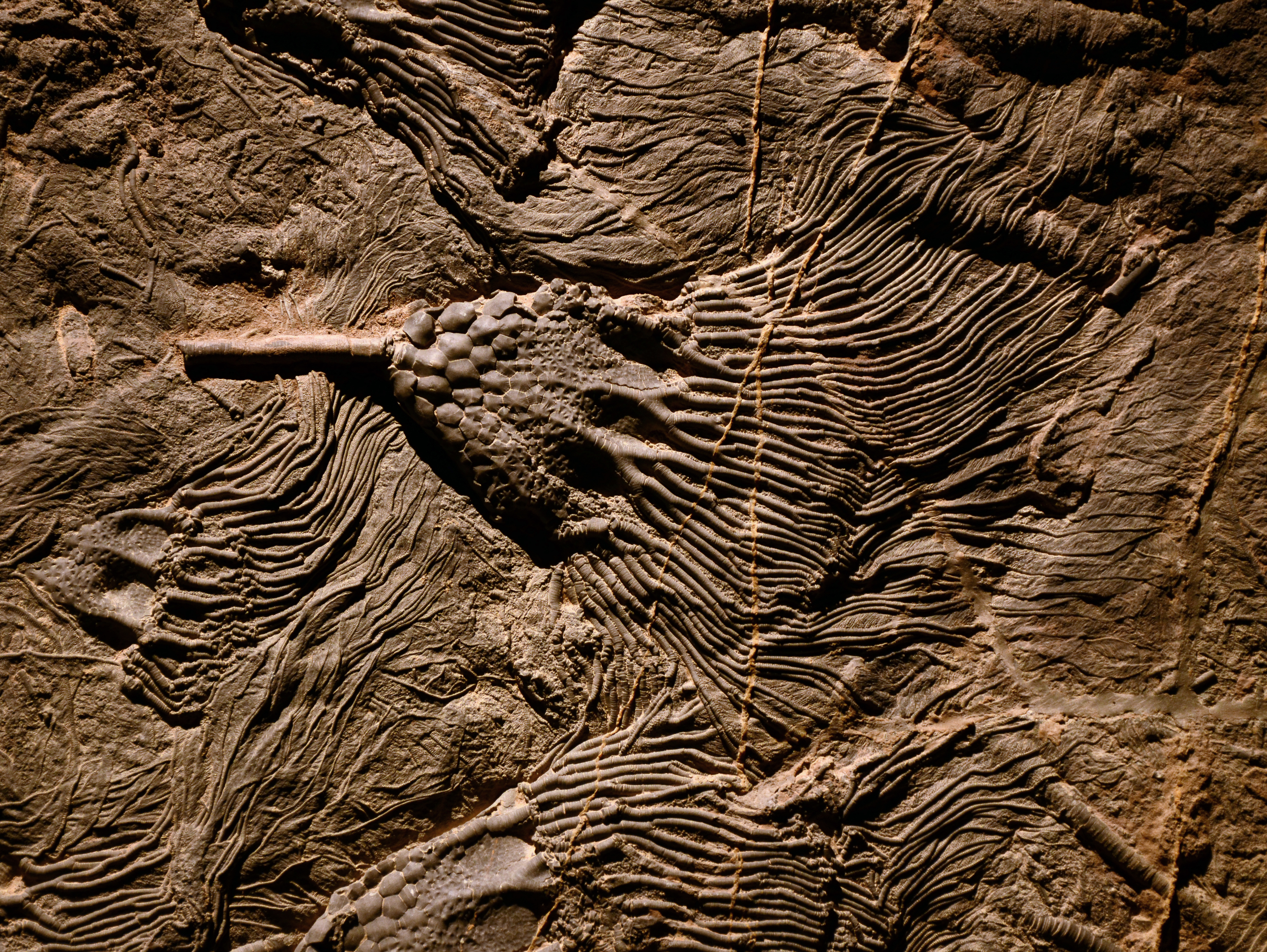
Окаменелости из района Эрфуда.
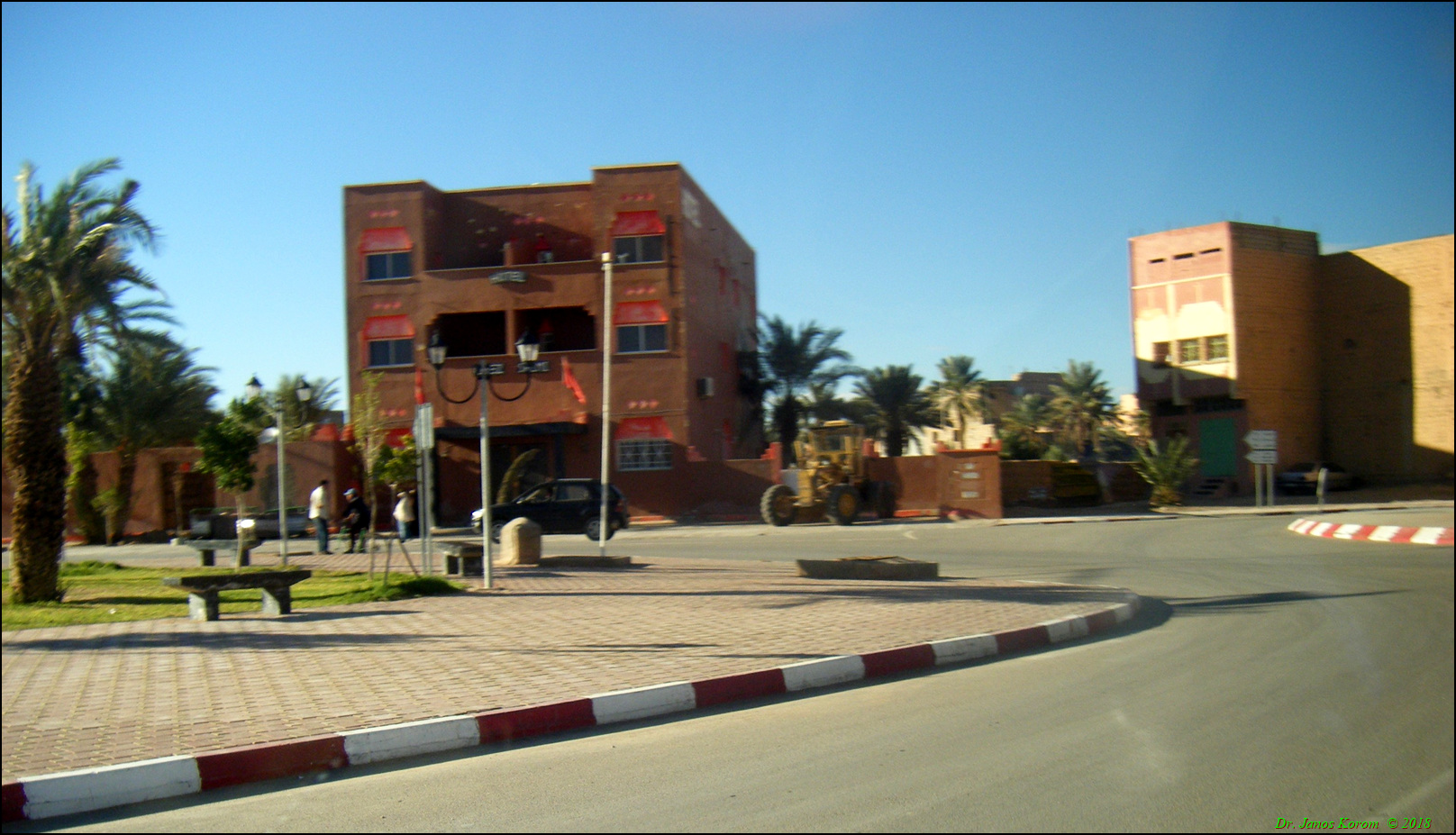
Виды Эрфуда.
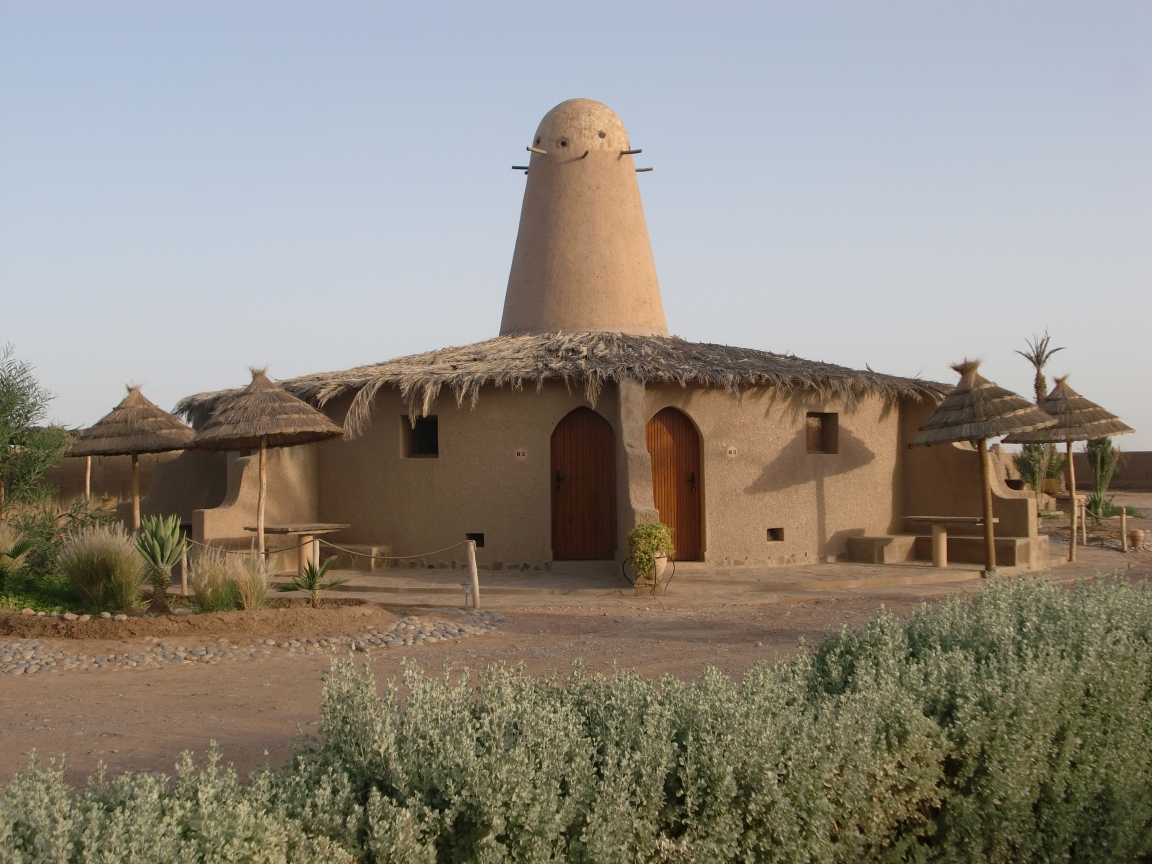
Строение в южной части Эрфуда
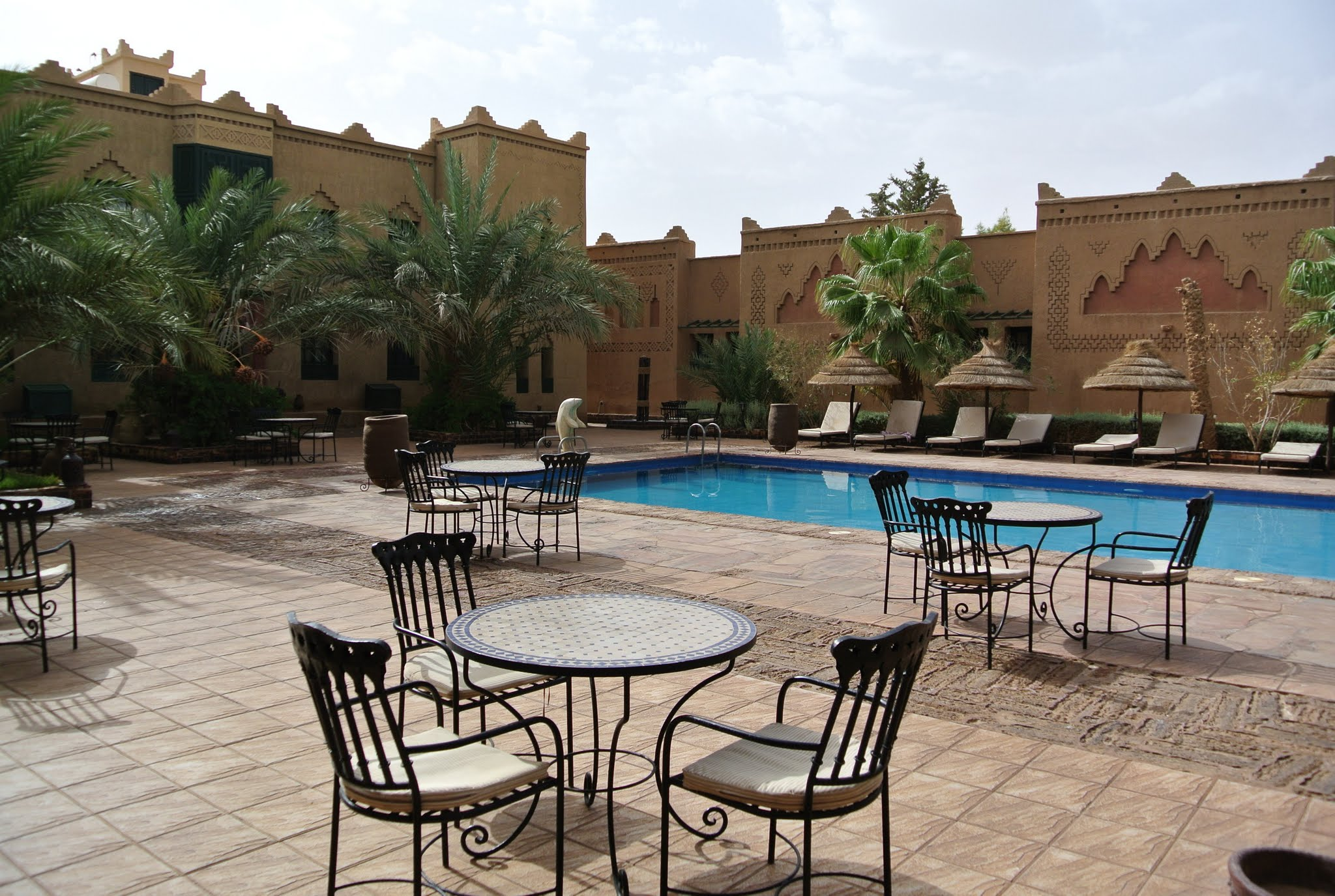
Один из отелей Эрфуда.